# Grand Prix Brazílie 1990
Grand Prix Brazílie 1990 (XIX Grande Prêmio do Brasil), druhý závod 41. ročníku mistrovství světa vozů Formule 1 se po deseti letech vrací na trať Interlagos.

## Grand Prix Brazílie
XIX Grande Prêmio do Brasil
- 25. března 1990
- Okruh Interlagos
- 71 kol × 4,325 km = 307,075 km
- 486. Grand Prix
- 40. vítězství Alaina Prosta
- 98. vítězství pro Ferrari
- 66. vítězství pro Francii
- 60. vítězství pro vůz se startovním číslem 1

## Průběh
Pole position získal Ayrton Senna před stájovým kolegou Bergerem. Do kokpitu vozu Arrows se vrátil Alex Caffi, který v Arizoně chyběl z důvodu poranění ramene. Vozy s pneumatikami Pirelli nebyly tak konkurenceschopné tak jako v USA. Dvojici McLarenu v první řadě, doplnily oba vozy Williams v pořadí Thierry Boutsen a Riccardo Patrese a za nimi obě Ferrari Nigela Mansella a Alaina Prosta. Jean Alesi s vozem Tyrrell byl nejrychlejším s pneumatikami Pirelli před Pierluigim Martinim na Minardi, Andreou de Cesarisem s vozem Dallara a Ligierem Philippa Alliota.
Hned po startu šel do čela Ayrton Senna před Bergerem, Boutsenem a Prostem. Gerhard Berger nedokázal uhájit pozici před dotírajícím Boutsenem. Během zastávek v boxech měl právě Boutsen incident, když narazil do připravené pneumatiky a musel vyměnit i nos vozu. Průběh závodu naznačoval, že vítězem se stane Senna, ale nečekaně se střetl s vozem Satoru Nakadžimy a musel zajet do boxu k výměně předního přítlačného křídla. V čele se tak ocitl Alain Prost s vozem Ferrari.

## Výsledky

### Pořadí v cíli
| Pozice | Jezdec             | Vůz                | Čas                |
| ------ | ------------------ | ------------------ | ------------------ |
| 1      | Alain Prost        | Ferrari 641        | 1:37'21.258        |
| 2      | Gerhard Berger     | McLaren MP4/5B     | á 0:13:564         |
| 3      | Ayrton Senna       | McLaren MP4/5B     | á 0:37:722         |
| 4      | Nigel Mansell      | Ferrari 641        | á 0:47:266         |
| 5      | Thierry Boutsen    | Williams FW13B     | á 1 kolo           |
| 6      | Nelson Piquet      | Benetton B189B     | á 1 kolo           |
| 7      | Jean Alesi         | Tyrrell 018        | á 1 kolo           |
| 8      | Satoru Nakadžima   | Tyrrell 018        | á 1 kolo           |
| 9      | Pierluigi Martini  | Minardi M189       | á 2 kola           |
| 10     | Alessandro Nannini | Benetton B189B     | á 3 kola/Defekt    |
| 11     | Nicola Larini      | Ligier JS33B       | á 3 kola           |
| 12     | Philippe Alliot    | Ligier JS33B       | á 3 kola           |
| 13     | Riccardo Patrese   | Williams FW13B     | á 6 kol/Tlak oleje |
| 14     | Gianni Morbidelli  | Dallara BMS-190    | á 7 kol            |
| Kolo   | Odstoupili         | -                  | -                  |
| 49     | Alex Caffi         | Arrows A11B        | Spojka             |
| 43     | Martin Donnelly    | Lotus 102          | Mimo trať          |
| 39     | Stefano Modena     | Brabham BT58       | Mimo trať          |
| 39     | Paolo Barilla      | Minardi M189       | Motor              |
| 28     | Yannick Dalmas     | AGS JH24           | Suspenzor          |
| 25     | Derek Warwick      | Lotus 102          | Elektronika        |
| 24     | Aguri Suzuki       | Lola LC89B         | Suspenzor          |
| 24     | Michele Alboreto   | Arrows A11B        | Suspenzor          |
| 14     | Gregor Foitek      | Brabham BT58       | Rozvody            |
| 13     | Éric Bernard       | Lola LC89          | Převodovka         |
| 8      | Olivier Grouillard | Osella FA1M        | Kolize             |
| 0      | Andrea de Cesaris  | Dallara BMS-190    | Kolize             |
| *      | Nekvalifikovali se | Kvalifikace        | *                  |
| *      | Stefan Johansson   | Onyx ORE-1         | *                  |
| *      | J.J.Lehto          | Onyx ORE-1         | *                  |
| *      | Ivan Capelli       | Leyton House CG901 | *                  |
| *      | Mauricio Gugelmin  | Leyton House CG901 | *                  |
| **     | Nekvalifikovali se | Předkvalifikace    | **                 |
| **     | Gabriele Tarquini  | AGS JH24           | **                 |
| **     | Roberto Moreno     | Euro Brun ER-189   | **                 |
| **     | Bertrand Gachot    | Coloni FC189B      | **                 |
| **     | Claudio Langes     | Euro Brun ER-189   | **                 |
| **     | Garry Brabham      | Life L190          | **                 |

### Nejrychlejší kolo
- Gerhard Berger McLaren Honda 1'31,050 – 150.168 km/h
- 11. nejrychlejší kolo Gerharda Bergera
- 58. nejrychlejší kolo pro McLaren
- 38. nejrychlejší kolo pro Rakousko
- 19. nejrychlejší kolo pro vůz se startovním číslem 28

### Vedení v závodě
| Kola         | km         | Jezdec         | %    |
| 1.–32. kolo  | 138,4 km   | Ayrton Senna   | 45 % |
| 33.–34. kolo | 8,65 km    | Gerhard Berger | 3 %  |
| 35.–40. kolo | 25,95 km   | Ayrton Senna   | 9 %  |
| 41.–71. kolo | 134,075 km | Alain Prost    | 43 % |
| ------------ | ---------- | -------------- | ---- |

| Ayrton Senna | B | S | Prost |
| ------------ | - | - | ----- |

### Postavení na startu
- Ayrton Senna McLaren Honda 1'17,277
- 43. pole positions Ayrtona Senny
- 57. pole positions pro McLaren
- 74. pole positions pro Brazílii
- 14. pole positions pro vůz se startovním číslem 27

| 1. řada  | 1                  | 2                 |
|          | Ayrton Senna       | Gerhard Berger    |
|          | McLaren            | McLaren           |
|          | 1'17.277           | 1'17.888          |
| 2. řada  | 3                  | 4                 |
|          | Thierry Boutsen    | Riccardo Patrese  |
|          | Williams           | Williams          |
|          | 1'18.150           | 1'18.288          |
| 3. řada  | 5                  | 6                 |
|          | Nigel Mansell      | Alain Prost       |
|          | Ferrari            | Ferrari           |
|          | 1'18.509           | 1'18.631          |
| 4. řada  | 7                  | 8                 |
|          | Jean Alesi         | Pierluigi Martini |
|          | Tyrrell            | Minardi           |
|          | 1'18.923           | 1'19.039          |
| 5. řada  | 9                  | 10                |
|          | Andrea de Cesaris  | Philippe Alliot   |
|          | Dallara            | Ligier            |
|          | 1'19.125           | 1'19.309          |
| 6. řada  | 11                 | 12                |
|          | Éric Bernard       | Stefano Modena    |
|          | Lola               | Brabham           |
|          | 1'19.406           | 1'19.425          |
| 7. řada  | 13                 | 14                |
|          | Nélson Piquet      | Martin Donnelly   |
|          | Benetton           | Lotus             |
|          | 1'19.629           | 1'20.032          |
| 8. řada  | 15                 | 16                |
|          | Alessandro Nannini | Gianni Morbidelli |
|          | Benetton           | Dallara           |
|          | 1'20.055           | 1'20.164          |
| 9. řada  | 17                 | 18                |
|          | Paolo Barilla      | Aguri Suzuki      |
|          | Minardi            | Lola              |
|          | 1'20.282           | 1'20.557          |
| 10. řada | 19                 | 20                |
|          | Satoru Nakadžima   | Nicola Larini     |
|          | Tyrrell            | Ligier            |
|          | 1'20.568           | 1'20.650          |
| 11. řada | 21                 | 22                |
|          | Olivier Grouillard | Gregor Foitek     |
|          | Osella             | Brabham           |
|          | 1'20.884           | 1'20.902          |
| 12. řada | 23                 | 24                |
|          | Michele Alboreto   | Derek Warwick     |
|          | Arrows             | Lotus             |
|          | 1'20.920           | 1'20.998          |
| 13. řada | 25                 | 26                |
|          | Alex Caffi         | Yannick Dalmas    |
|          | Arrows             | AGS               |
|          | 1'21.065           | 1'21.087          |
| -------- | ------------------ | ----------------- |

### Kvalifikace
| Pozice | Jezdec             | Vůz                | Čas      |
| ------ | ------------------ | ------------------ | -------- |
| 1      | Ayrton Senna       | McLaren MP4/5B     | 1'17.277 |
| 2      | Gerhard Berger     | McLaren MP4/5B     | 1'17.888 |
| 3      | Thierry Boutsen    | Williams FW13B     | 1'18.150 |
| 4      | Riccardo Patrese   | Williams FW13B     | 1'18.288 |
| 5      | Nigel Mansell      | Ferrari 641        | 1'18.509 |
| 6      | Alan Prost         | Ferrari 641        | 1'18.631 |
| 7      | Jean Alesi         | Tyrrell 018        | 1'18.923 |
| 8      | Pierluigi Martini  | Minardi M189       | 1'19.039 |
| 9      | Andrea de Cesaris  | Dallara BMS-190    | 1'19.125 |
| 10     | Philippe Alliot    | Ligier JS33B       | 1'19.309 |
| 11     | Éric Bernard       | Lola LC89          | 1'19.406 |
| 12     | Stefano Modena     | Brabham BT58       | 1'19.425 |
| 13     | Nelson Piquet      | Benetton B189B     | 1'19.629 |
| 14     | Martin Donnelly    | Lotus 102          | 1'20.032 |
| 15     | Alessandro Nannini | Benetton B189B     | 1'20.055 |
| 16     | Gianni Morbidelli  | Dallara BMS-190    | 1'20.164 |
| 17     | Paolo Barilla      | Minardi M189       | 1'20.282 |
| 18     | Aguri Suzuki       | Lola LC89B         | 1'20.557 |
| 19     | Satoru Nakadžima   | Tyrrell 018        | 1'20.568 |
| 20     | Nicola Larini      | Ligier JS33B       | 1'20.650 |
| 21     | Olivier Grouillard | Osella FA1M        | 1'20.884 |
| 22     | Gregor Foitek      | Brabham BT58       | 1'20.902 |
| 23     | Michele Alboreto   | Arrows A11B        | 1'20.920 |
| 24     | Derek Warwick      | Lotus 102          | 1'20.998 |
| 25     | Alex Caffi         | Arrows A11         | 1'21.065 |
| 26     | Yannick Dalmas     | AGS JH24           | 1'21.087 |
| 27     | Stefan Johansson   | Onyx ORE-1         | 1'21.241 |
| 28     | J.J.Lehto          | Onyx ORE-1         | 1'21.323 |
| 29     | Ivan Capelli       | Leyton House CG901 | 1'21.383 |
| 30     | Mauricio Gugelmin  | Leyton House CG901 | 1'21.616 |

### Předkvalifikace
| Pozice | Jezdec             | Vůz              | Čas      |
| ------ | ------------------ | ---------------- | -------- |
| 1      | Éric Bernard       | Lola LC89B       | 1'23.763 |
| 2      | Aguri Suzuki       | Lola LC89B       | 1'23.982 |
| 3      | Olivier Grouillard | Osella FA1M      | 1'23.987 |
| 4      | Yannick Dalmas     | AGS JH24         | 1'24.015 |
| 5      | Gabriele Tarquini  | AGS JH24         | 1'24.265 |
| 6      | Roberto Moreno     | Euro Brun ER-189 | 1'25.763 |
| 7      | Bertrand Gachot    | Coloni FC189B    | 1'34.046 |
| 8      | Claudio Langes     | Euro Brun ER-189 | 1'39.188 |
| 9      | Garry Brabham      | Life L190        | **       |

### Zajímavosti
- 50 GP absolvovali Alex Caffi a Satoru Nakadžima
- 10 GP absolvoval Jean Alesi
- Alain Prost vytvořil rekord v počtu kol na čele (2130)
- Alain Prost vytvořil rekord v počtu podii (81)
- Riccardo Patrese vytvořil rekord v počtu absolvovaných GP (195)
- Ayrton Senna vytvořil rekord v počtu pole positions (43)

| Pole position  | Vítězství     | Nej. kolo      |
| Ayrton Senna   | Alain Prost   | Gerhard Berger |
| McLaren MP4/5B | Ferrari F1-90 | McLaren MP4/5B |
| 1'17.277       | 1:37'21.258   | 1'19.899       |
| 201,483 km/h   | 189,252 km/h  | 194,871 km/h   |
| -------------- | ------------- | -------------- |

### Stav MS
| * | Jezdec           | Body |
| - | ---------------- | ---- |
| 1 | Ayrton Senna     | 13   |
| 2 | Alain Prost      | 9    |
| 3 | Jean Alesi       | 6    |
| 4 | Gerhard Berger   | 6    |
| 5 | Thierry Boutsen  | 6    |
| 6 | Nelson Piquet    | 4    |
| 7 | Nigel Mansell    | 3    |
| 8 | Stefano Modena   | 2    |
| 9 | Satoru Nakadžima | 1    |

| * | Vůz      | Body |
| - | -------- | ---- |
| 1 | McLaren  | 19   |
| 2 | Ferrari  | 12   |
| 3 | Tyrrell  | 7    |
| 4 | Williams | 6    |
| 5 | Benetton | 4    |
| 6 | Brabham  | 2    |

| * | Stát           | Body |
| - | -------------- | ---- |
| 1 | Brazílie       | 17   |
| 2 | Francie        | 15   |
| 3 | Belgie         | 6    |
| 4 | Rakousko       | 6    |
| 5 | Velká Británie | 3    |
| 6 | Itálie         | 2    |
| 7 | Japonsko       | 1    |